# Sordaria prolifica
Sordaria prolifica är en svampart som beskrevs av Cailleux 1972. Sordaria prolifica ingår i släktet Sordaria och familjen Sordariaceae.   Inga underarter finns listade i Catalogue of Life.